# Djamil Mufidzade
 (janvier 2023).
Djamil Mufidzade (en azéri: Cəmil Miryusif oğlu Müfidzadə ; né le 24 février 1934 à Ordoubad  et mort le 20 décembre 2019 à Bakou) est un graphiste azerbaïdjanais, Peintre du peuple d'Azerbaïdjan (2002).

## Biographie
Djamil Mufidzade est né le 24 février 1934 à Ordoubad. Dès son plus jeune âge, il aimait le dessin. Il reçoit sa première formation spécialisée en 1948-1955 au Collège d’Art de Bakou Azim Azimzade. Son travail de fin d'études est le tableau Envoi d'expositions à l'exposition de toute l'Union. Puis, en 1955-1956, il étudie à l'école secondaire d'art de Kiev, où il s'intéresse à la gravure. Mufidzade  apprend que l'excellent graphiste ukrainien Vasily Mironenko enseigne à l'Institut d'art d'État de Kharkov, et  il décide de passer à son département de graphisme. Djamil Mufidzade étudie à l'Institut d'art d'État de Kharkov de 1959 à 1962. Son travail de fin d'études est une série de douze gravures en couleur de la Plateforme pétrolière marine de Bakou<ref(ru) « «ЧЕРНОЕ ЗОЛОТО» КАК ПРЕДМЕТ ИСКУССТВА: О ГРАФИЧЕС¬КИХ РАБОТАХ ХУДОЖНИКА ДЖАМИЛЯ МУФИДЗАДЕ НА ТЕМУ НЕФТИ », sur cyberleninka.ru (consulté le 13 janvier 2023)></ref>.

## Héritage artistique
Djamil Mufidzade participe à des expositions depuis 1957. Certaines de ses séries d'œuvres les plus célèbres: Icheri Sheher, Pétrole d’ Abcheron, Bakou est la capitale du pétrole, Buchenwald, Khinalig, Sur la terre de Mongolie, Impressions d'Egypte et autres. . Il commencé à travailler sur la série Icheri Sheher en 1965, et l'achève à la fin des années 1990 ; elle comprend une centaine de peintures. Les œuvres de l'artiste sont conservées au Musée d'art d'État d'Azerbaïdjan, à la Galerie d'art d'État, au Musée d'État des arts orientaux (Moscou), au Musée de la maison Maxim Gorki (Moscou), au Musée Ludwig (Allemagne), au Musée d'art d'Oulan-Bator (Mongolie) et des collections privées dans plusieurs pays.
Djamil Mufidzade dirigeait le département de graphisme de l'Académie nationale des arts d'Azerbaïdjan et est l'auteur du manuel Eau-forte.
Après de multiples voyages Djamil Mufidzade publie le livre 4/5 de la Terre, qui comprend ses mémoires photographiques et des travaux réalisés au cours de ses voyages